# BMW Sauber C29
Chronologie des modèles (2010)
BMW Sauber F1.09 Aucun
La BMW Sauber C29 est la monoplace de Formule 1 engagée par l'équipe BMW Sauber F1 Team dans le championnat du monde de Formule 1 2010.

## Historique
Le 29 juillet 2009, BMW décide de se désengager du championnat du monde de Formule 1 pour des raisons économiques et écologiques. Or BMW a commis l'erreur de ne pas signer les nouveaux accords de la Concorde et, le 15 septembre, la FIA titularise Lotus Racing comme dernière écurie en lice pour disputer le championnat 2010 : BMW se retrouve ainsi avec une « coquille vide » à vendre. Le constructeur, faute de repreneur fiable pour son écurie BMW Sauber F1 Team est contraint d'entamer des négociations avec le groupe suisse Qadbak Investments, à la réputation sulfureuse. Pour résoudre le problème, la FIA envisage alors d'inscrire l'écurie en vente « sous réserve » au championnat, afin de faciliter son rachat. 
Peter Sauber est le seul autre client potentiel mais les modalités de l'inscription contrarient sa recherche d'un commanditaire. Le retrait de Toyota F1 Team début novembre libère une dernière place. Sentant l'avenir de l'écurie menacée, BMW rompt ses négociations avec Qadbak Investments, en peine de réunir les 80 millions d'euros pour le rachat et propose à Peter Sauber de racheter son ancienne équipe, sous réserve qu'il l'inscrive au championnat du monde. Dès lors, pour faciliter les négociations, la FIA offre la 13e et dernière place à Sauber (qui n'a pourtant pas encore racheté l'écurie).
Peter Sauber annonce le rachat de son ancienne équipe mais son inscription au championnat du monde demeure BMW Sauber. En conservant ce nom, l'écurie peut bénéficier des droits commerciaux acquis en 2009. La BMW Sauber C29 sera motorisée par Ferrari,.
Le 21 juin 2010, Peter Sauber demande officiellement à la Commission de la Formule 1 de la FIA l'abandon de la mention BMW dans la dénomination de son écurie. Le 23 juin, l’équipe reçoit la confirmation de la part de la FIA qu’elle perdra la mention BMW dans son nom à compter de 2011 afin de ne pas perturber le championnat en cours. BMW Sauber F1 Team restera donc l'appellation officielle de l’écurie jusqu’à la fin de la saison 2010, avant de devenir Sauber Motorsport en 2011.
La BMW Sauber C29 est présentée le 31 janvier 2010 sur le  circuit de Valence. Elle est pilotée par l'Espagnol Pedro de la Rosa, le Japonais Kamui Kobayashi et l'Allemand Nick Heidfeld, qui remplace de la Rosa à partir du Grand Prix de Singapour. Le pilote d'essai est le Mexicain Esteban Gutiérrez.
Au début de la saison, la C29 manque de fiabilité et il faut attendre le Grand Prix de Turquie pour que Kamui Kobayashi marque le premier point de la saison avec sa dixième place. À partir de la seconde moitié du championnat, les résultats en course s'améliorent et la C29 finit régulièrement dans les points. L'écurie se classe huitième du championnat du monde avec 44 points.

## Résultats en championnat du monde de Formule 1
| Saison | Écurie             | Moteur              | Pneus       | Pilotes          | Courses | Courses | Courses | Courses | Courses | Courses | Courses | Courses | Courses | Courses | Courses | Courses | Courses | Courses | Courses | Courses | Courses | Courses | Courses | Points inscrits | Classement |
| Saison | Écurie             | Moteur              | Pneus       | Pilotes          | 1       | 2       | 3       | 4       | 5       | 6       | 7       | 8       | 9       | 10      | 11      | 12      | 13      | 14      | 15      | 16      | 17      | 18      | 19      | Points inscrits | Classement |
| ------ | ------------------ | ------------------- | ----------- | ---------------- | ------- | ------- | ------- | ------- | ------- | ------- | ------- | ------- | ------- | ------- | ------- | ------- | ------- | ------- | ------- | ------- | ------- | ------- | ------- | --------------- | ---------- |
| 2010   | BMW Sauber F1 Team | Ferrari V8 Tipe 056 | Bridgestone |                  | BAH     | AUS     | MAL     | CHI     | ESP     | MON     | TUR     | CAN     | EUR     | GBR     | ALL     | HON     | BEL     | ITA     | SIN     | JAP     | COR     | BRÉ     | ABU     | 44              | 8e         |
| 2010   | BMW Sauber F1 Team | Ferrari V8 Tipe 056 | Bridgestone | Pedro de la Rosa | Abd     | 12e     | Np      | Abd     | Abd     | Abd     | 11e     | Abd     | 12e     | Abd     | 14e     | 7e      | 11e     | 14e     |         |         |         |         |         | 44              | 8e         |
| 2010   | BMW Sauber F1 Team | Ferrari V8 Tipe 056 | Bridgestone | Nick Heidfeld    |         |         |         |         |         |         |         |         |         |         |         |         |         |         | Abd     | 8e      | 9e      | 17e     | 11e     | 44              | 8e         |
| 2010   | BMW Sauber F1 Team | Ferrari V8 Tipe 056 | Bridgestone | Kamui Kobayashi  | Abd     | Abd     | Abd     | Abd     | 12e     | Abd     | 10e     | Abd     | 7e      | 6e      | 11e     | 9e      | 8e      | Abd     | Abd     | 7e      | 8e      | 10e     | 14e     | 44              | 8e         |

Légende : ici 